# Conjunto norteño
El conjunto norteño es un tipo de ensamble musical mexicano, con origen en el norte de México y el sur de Texas, en Estados Unidos, donde se le conoce como conjunto.
La instrumentación consiste en voz, acordeón diatónico, bajo sexto o bajo quinto, contrabajo, tololoche, aunque actualmente es más común el uso del bajo eléctrico, batería, redoba o tarola, y opcionalmente (en grupos de 5 o más músicos), saxofón, congas, bongós, claves y güiro.
Las formas musicales que forman parte de su repertorio son: canción ranchera, corrido, cumbia, balada, huapango, polka, redova y chotis.